# Matthew Lowton
Matthew John Lowton (* 9. Juni 1989 in Chesterfield) ist ein 180 cm großer englischer Fußballspieler. Er kann in einer Reihe von defensiven Positionen spielen, agiert am Spielfeld aber hauptsächlich als rechter Außenverteidiger.

## Karriere
Der in Chesterfield, Derbyshire, geborene Lowton trat 2004 der Akademie von Sheffield United bei. Er wurde an den unterklassigen Sheffield FC und an das ungarische Team Ferencváros, ehe er sich ab 2010 in der ersten Mannschaft von United etablieren konnte. Lowton wurde zu einem Schlüsselspieler und wurde im August 2011 mit einer Vertragsverlängerung belohnt.
Im Jahr 2012 wechselte er zu Aston Villa für eine Ablöse von ca. 3 Millionen Pfund und debütierte am 18. August 2012 in der Premier League gegen West Ham United. Nach drei Spielzeiten und 72 Einsätzen in der Premier League wechselte er 2015 zum Zweitligisten FC Burnley für eine Ablöse von 1 Million Pfund. Lowton stieg in der darauffolgenden Saison mit dem Klub in die Premier League auf. Dort erreichte er in der Saison 2016/17 mit dem FC Burnley den 16. Tabellenplatz bei 36 Spieleinsätzen, in der Saison 2017/18 den 7. Tabellenplatz bei 26 Spieleinsätzen, in der Saison 2018/19 den 15. Tabellenplatz bei 21 Spieleinsätzen, in der Saison 2019/20 den 10. Tabellenplatz bei 17 Spieleinsätzen, in der Saison 2020/21 den 17. Tabellenplatz bei 34 Spieleinsätzen mit einem Tor und in der aktuellen Saison den 19. Tabellenplatz bei derzeit 18 Spieleinsätzen und einem erzielten Tor.
Nach sechs Jahren in der höchsten englischen Spielklasse stieg Matthew Lowton mit seiner Mannschaft aus der Premier League 2021/22 in die zweite Liga ab.
Durch die Qualifikation zur UEFA Europa-League-Qualifikation in der Saison 2017/18 absolvierte Lowton in der nachfolgenden Saison 2018/19 zwei internationale Spieleinsätze.
Nachdem sein Vertrag bei Burnley ausgelaufen war, wechselte er Anfang November 2023 zum englischen Amateurverein Witton Albion.  